# صدقیان
صدقیان، روستایی از توابع بخش مرکزی و در شهرستان سلماس استان آذربایجان غربی ایران است.

## تاریخ، اقتصاد و جمعیت
روستای صدقیان در دهستان لکستان از توابع سلماس واقع شده واز قدیمی‌ترین آبادی‌های شهر سلماس می‌باشد تپه باستانی که در سمت مشرق روستا واقع گردیده واز قدیم الایام به عنوان گورستان استفاده می‌شده حکایت از قدمت چند هزار ساله این روستا دارد. صدقیان یکی از روستاهای پرآب با خاکهای حاصلخیز به‌شمار می‌آمد. خشکسالی عمومی در سالیان اخیر و سد سازی‌های بی‌مورد و حفر بی‌رویه چاه عمیق باعث شده آب بیشتر چشمه‌ها و آب‌های معدنی و کهریزهای آن خشک شوند و چهره مناطق اطراف صدقیان را دگرگون ساخته‌است. اهالی صدقیان، مردمانی فرهنگ دوست وبا ایمان هستند وبه زبان ترکی صحبت می‌کنند تمامی مردم صدقیان مسلمان و شیعه دوازده امامی هستند وعلاقهٔ خاصی به اهل بیت پیامبر دارند و اغلب در کارهای خیر وعام المنفعه پیشقدم هستند وبه ارزش‌های والای انسانی (عدالت، مبارزه با ظلم، بی عدالتی، انصاف، مروت، وفای به عهد و…) شهره هستند صدقیان از دیرباز مهد رشد و پرورش بزرگان در حوزه‌های مختلف علمی، سیاسی، فرهنگی و … بوده‌است. در بین روستاهای سلماس صدقیان از دیرباز محل رشد استعدادها و نخبگان بوده و تعداد زیادی از بزرگان و دانشمندان را در دامن گرم خود پرورش داده و به جامعه تحویل داده‌است. آداب و رسوم خاصی در بین اهالی این روستا از دیر باز وجود دارد؛ مثل شاخصِی واخصِی و قمه زنی… در ماه محرم در شب تاسوعا مراسم قربانی به یاد قربانیان و یاران با وفای امام حسین در حسینه معروف روستا بنام حسینیه سیدخراسانی برگزار می‌گردد. این مراسم از معروفیت خاصی برخوردار بوده و مردمان زیادی از نقاط مختلف شهر و استان در آن شرکت می‌کنند. بانی این حسینیه حاج میر عباس سید خراسانی از سادات معروف صدقیان بوده و در حال حاضر توسط فرزندان وی به ویژه میرمقصود سیدخراسانی اداره می‌گردد. ظهر روز تاسوعا مراسم احسان ناهاری در مسجد امام حسین (ع) روستا برگزار می‌شود و تعداد زیادی از ساکنان و اهالی شهر سلماس در این آیین شرکت می‌نمایند.
مراسم عروسی و دامادی شبیه فرهنگ عمومی سلماس بوده لیکن از تشریفات دست و پاگیر زیادی برخوردار نیست. مراسم بلدی بلدی در شب عید برگزار می‌گردد. از شخصیت‌های شاخص این روستا می‌توان به افراد زیر اشاره کرد:
حسین صدقیانی(۱۲۸۱–۱۲۶۰) پدر فوتبال ایران. پرویز خان صدقیانی ملقب به صفر العارفین از عرفای سلسله ذهبیه در ۱۳۳۶ قمری در خوی وفات یافت. مرحوم پرویزخان از جملة ابدال مرتاضان رجال بودند و از پدر و جد در قریة صدقیان نیم فرسخی سلماس سکونت داشتند. میرزا رسول صدقیانی از بزرگان مشروطیت آذربایجان و عضو انجمن غیبی تبریز که هدایت مشروطه را بر عهده داشتند. این خطه کانون پرورش شاعرانی نیز بوده که از آن جمله می‌توان از آقایان محمدرضا مهرزاد صدقیانی، علی حق نظری صدقیانی (اوزگور) و شاعره جوان معصومه رحیمی صدقیانی نام برد. و پزشکان، اساتید و صنعتگران زیادی که در حال حاضر در سلماس و … مشغول به فعالیت هستند که می‌توان رسول رحیمی صدقیانی مدیر موفق و با تجربه را نام برد، هرکدام زمانی را در صدقیان سپری نموده‌اند. استاد محمدرضا مهرزاد صدقیانی از محققان و نویسندگان بنام صدقیان بوده و ده‌ها کتاب در زمینه‌های مختلف به رشته تحریر درآورده است. این محقق در آخرین کتاب خود (شجره نامه صدقیان) با همت بالا و تحسین‌برانگیز خود اطلاعات تمام اقوام صدقیان در اقصی نقاط ایران را گردآوری نموده و حتی برای تهیه عکس بزرگان طایفه‌ها به برخی شهرهای دور و نزدیک نیز سفر کرده و همه این زحمات را در این مجموعه نفیس و ماندگار جمع‌آوری نموده‌است.
نکته قابل توجه ارادت و علاقه آنان به فرهنگ و ادبیات کشورهای آذربایجان و ترکیه می‌باشد بر اساس سرشماری سال ۱۳۸۵ جمعیت آن ۹۵۴نفر (۱۹۷ خانوار) بوده‌است. به دلیل نزدیکی با مرکز شهر آمار مهاجرت در این روستا بالا بوده و بیشتر طایفه‌های قدیمی آن از آنجا کوچ نموده‌اند. صدقیان مهم‌ترین مرکز کشت و تولید هویج در سلماس بوده و محصولاتی مانند گندم، جو، یونجه، آفتابگردان، چغندر و درختان سیب و هلو و زردآلو نیز کشت می‌گردد. دامداری یکی دیگر از فعالیتهای است که بخشی از اقتصاد صدقیان را دربرگرفته است. صدقیان جزء اولین روستاهایی است که در آن مدرسه (مکتب خانه قدیم) تأسیس شده و مدرسه خسروپرویز صدقیان در سال ۱۳۳۰ تأسیس گردیده‌است. در حال حاضر دارای مهدکودک و مدارس ابتدایی و راهنمایی است.